# 産経テレニュースFNN
『産経テレニュースFNN』（さんけいテレニュースエフエヌエヌ、英字表記:SANKEI TELENEWS FNN）は、1966年10月から2016年3月27日までフジテレビ系列（FNN）で放送されていたニュース番組の総称である。協力は産経新聞。FNNの系列局では、産経以外の新聞社が出資している局を中心にタイトルが差し替えられるケースが多々あった。
日曜昼に関しては1982年10月24日から2014年3月30日までは直前の『笑っていいとも!増刊号』とセットで放送されていた。

## 概要
フジテレビのストレートニュース番組。
『FNNニュース』の一種であるが、産経新聞のPRとして番組名に「産経」（カタカナ時代は「サンケイ」）のクレジットが入っていたものである。タイトルロゴは、産経新聞社・フジサンケイグループのロゴタイプに合わせてデザインされている。1988年5月27日（金曜午後）までは社名に合わせ『サンケイテレニュース』として放送されていたが、産経新聞がロゴを片仮名の「サンケイ」から漢字の「産經」へ変更したことに伴い、翌28日（土曜朝）より『産経テレニュース』となっていた。
なお、テレビ欄では本来のタイトルではない『FNNニュース』と記されることがあった。
フジテレビが開局する直前の1958年11月、フジテレビならびに文化放送社長の水野成夫が産業経済新聞社の社長にも就任した事から、これまで共同通信社系の共同テレビジョンニュース社からニュース番組・共同テレニュースを購入して放送する事に決めていたフジテレビは産経新聞と提携することとなり、開局と同時に『サンケイニュース』を共同テレニュースと並行して放送することとなった。
1963年1月1日より、共同テレニュースのタイトルもこれまでの『フジテレニュース』から『サンケイテレニュース』に変更。1960年代は連日放送されていたが、FNN結成やニュース番組がワイド化するにしたがって、徐々に「FNN」を冠する番組に置き換えられていく。FNN結成後は系列放送局が独自のタイトルを付けるようになっていった。
2016年3月における末期の放送は日曜日のみの放送となっていた。なお昼の定時ニュースのうち、1968年-1975年は大手4大ネット+NHKの中で最も遅い12:45-12:55 に放送されていた。
2009年4月5日から、昼の放送でリアルタイム字幕放送を行っていた。
2011年10月31日よりフジテレビの全ての報道・情報番組がステレオ放送に切り替わったため、同年11月6日から、放送開始以来変わることがなかった音声モードがモノラルからステレオに変更されていた。
本番組は2016年3月27日日曜日の昼枠をもって、50年間の放送に幕を閉じた。翌週4月3日より朝は『FNNニュース』、昼は『FNNスピーク』の土曜・日曜版『FNNスピークWeekend』に変更された。なお先述の通り、一部系列局ではタイトルの差替えをしていたため、3月27日の『産経テレニュース』としての最終回に伴う挨拶などは無かった。
1984年4月2日から2015年3月29日まで使われた、たかしまあきひこのテーマ曲は『FNNニュースレポート』（自身が手掛けた11:30を除く）『FNNニュース』でも使用されていた。

## 歴代の放送時間

### 全国ネット枠
| 期間 | 期間      | 朝（15分） | 朝（15分） | 昼             | 昼            | 昼            | 午後（5分） |
| 期間 | 期間      | 土曜日     | 日曜日     | 平日           | 土曜日        | 日曜日        | 平日        |
| --- | --------- | ---------- | ---------- | -------------- | ------------- | ------------- | ----------- |
| 1966.10.1 | 1968.3.31 | （なし）   | （なし）   | 12:45（10分）  | 11:45（15分） | 11:45（15分） | （なし）    |
| 1968.4.1 | 1975.3.31 | （なし）   | （なし）   | 12:45（10分）  | 12:45（10分） | 11:45（10分） | （なし）    |
| 1975.4.1 | 1975.9.30 | （なし）   | （なし）   | 12:30（15分）  | 11:40（15分） | 11:40（15分） | （なし）    |
| 1975.10.4 | 1977.3.27 | （なし）   | （なし）   | （なし）       | 11:40（15分） | 11:40（15分） | （なし）    |
| 1977.4.1 | 1982.3.31 | （なし）   | （なし）   | 11:50（10分）1 | 11:40（15分） | 11:40（15分） | （なし）    |
| 1982.4.1 | 1989.3.26 | 7:15       | 7:15       | （なし）       | 11:45（15分） | 11:55（5分）  | 14:55       |
| 1989.3.27 | 1990.3.30 | 6:30       | 6:30       | （なし）       | 11:45（15分） | 11:55（5分）  | 14:55       |
| 1990.4.2 | 1992.3.29 | 6:30       | 6:30       | （なし）       | 11:45（15分） | 11:55（5分）  | 14:00 2     |
| 1992.3.30 | 1993.9.30 | 6:30       | 6:30       | （なし）       | （なし）      | 11:50（10分） | 14:00 2     |
| 1993.10.2 | 1994.3.27 | 6:30       | 6:30       | （なし）       | （なし）      | 11:50（10分） | （なし）    |
| 1994.4.2 | 1997.3.30 | 6:303      | 7:00       | （なし）       | （なし）      | 11:50（10分） | （なし）    |
| 1997.4.5 | 1997.9.28 | 6:303      | 6:45       | （なし）       | （なし）      | 11:50（10分） | （なし）    |
| 1997.10.5 | 1998.3.29 | （なし）   | 6:45       | （なし）       | （なし）      | 11:50（10分） | （なし）    |
| 1998.4.5 | 2003.9.28 | （なし）   | 6:15       | （なし）       | （なし）      | 11:50（10分） | （なし）    |
| 2003.10.5 | 2016.3.27 | （なし）   | 6:00       | （なし）       | （なし）      | 11:50（10分） | （なし）    |
| - 1 『FNNニュースレポート11:30』放送開始のため終了。 - 2 『タイムアングル』に内包されたため終了。 - 3 『めざましテレビ週末号』に内包されたため終了。 |           |            |            |                |               |               |             |

### ローカル枠
- 1966年10月 - 1970年9月　平日・土曜日18:45 - 18:50
  - 平日・土曜日夕方の『FNNニュース』（全国ニュース）に続いて放送されていたが、全国ニュース・ローカルニュース・天気予報を統合した『FNNニュース6:30』の放送開始に伴い終了した。

## 歴代のキャスター
当時の人物を含めて、全員フジテレビアナウンサー。
| 期間 | 期間      | 平日         | 平日         | 平日         | 土曜日         | 土曜日         | 日曜日         | 日曜日         |
| 期間 | 期間      | 昼           | 午後         | 午後         | 朝             | 昼             | 朝             | 昼             |
| 期間 | 期間      | 昼           | 月 - 水      | 木・金       | 朝             | 昼             | 朝             | 昼             |
| --- | --------- | ------------ | ------------ | ------------ | -------------- | -------------- | -------------- | -------------- |
| 1966.10 | 1981.3.31 | （不明）     | （放送なし） | （放送なし） | （放送なし）   | （不明）       | （放送なし）   | （不明）       |
| 1981.4.1 | 1982.3.31 | 露木茂1      | （放送なし） | （放送なし） | （放送なし）   | （不明）       | （放送なし）   | （不明）       |
| 1982.4.1 | 1991.3.31 | （放送なし） | （不明）     | （不明）     | （シフト勤務） | （シフト勤務） | （シフト勤務） | （シフト勤務） |
| 1991.4.6 | 1992.3.31 | （放送なし） | （不明）     | （不明）     | 山中秀樹       | （シフト勤務） | 山中秀樹2・4   | （シフト勤務） |
| 1992.4.1 | 1993.3.28 | （放送なし） | 堺正幸2      | 山中秀樹2    | （放送なし）   | （シフト勤務） | 山中秀樹2・4   | （シフト勤務） |
| 1993.3.29 | 1993.9.30 | （放送なし） | 堺正幸2      | 向坂樹興2    | （放送なし）   | 阿部知代2・5   | 阿部知代2・5   | 阿部知代2・5   |
| 1993.10.2 | 1997.9.28 | （放送なし） | （放送なし） | （放送なし） | （放送なし）   | 阿部知代2・5   | 阿部知代2・5   | 阿部知代2・5   |
| 1997.10.4 | 2000.9.24 | （放送なし） | （放送なし） | （放送なし） | （放送なし）   | （放送なし）   | 阿部知代2・5   | 阿部知代2・5   |
| 2000.10.1 | 2002.9.29 | （放送なし） | （放送なし） | （放送なし） | （放送なし）   | （放送なし）   | 深澤里奈4      | 深澤里奈4      |
| 2002.10.5 | 2006.9.24 | （放送なし） | （放送なし） | （放送なし） | （放送なし）   | （放送なし）   | 藤村さおり     | 藤村さおり     |
| 2006.10.1 | 2008.9.28 | （放送なし） | （放送なし） | （放送なし） | （放送なし）   | （放送なし）   | 藤村さおり     | 吉田伸男2      |
| 2008.10.5 | 2011.3.27 | （放送なし） | （放送なし） | （放送なし） | （放送なし）   | （放送なし）   | 野島卓2        | 野島卓2        |
| 2011.4.3 | 2011.6.26 | （放送なし） | （放送なし） | （放送なし） | （放送なし）   | （放送なし）   | 小穴浩司       | 小穴浩司       |
| 2011.7.3 | 2011.9.25 | （放送なし） | （放送なし） | （放送なし） | （放送なし）   | （放送なし）   | 福井慶仁       | 石本沙織4      |
| 2011.10.2 | 2012.9.30 | （放送なし） | （放送なし） | （放送なし） | （放送なし）   | （放送なし）   | 福井慶仁       | 福井慶仁       |
| 2012.10.7 | 2013.3.31 | （放送なし） | （放送なし） | （放送なし） | （放送なし）   | （放送なし）   | 山中章子       | 福井慶仁4      |
| 2013.4.7 | 2016.3.27 | （放送なし） | （放送なし） | （放送なし） | （放送なし）   | （放送なし）   | 山中章子2・6   | 山中章子2・6   |
| - 1 『FNNニュースレポート11:30』も続投。 - 2 『FNNスピーク』を兼務（阿部は1996年3月まで土曜日担当、山中は2014年5月から9月まで木・金曜日担当、同年10月から土曜日担当）。 - 3 土曜日の『FNNスピーク』も続投。 - 4 同日夕方のニュースを兼務（深澤は2001年3月までスポーツ担当として）。 - 5 1998年4月から1999年3月まで『FNNニュース3:50』を兼務（月～水曜日担当として）。 - 6 『FNNスピークWeekend』も続投。 |           |              |              |              |                |                |                |                |

補足
- 朝は当初から土曜・日曜のみの放送。
- シフト勤務や土曜・日曜の朝・昼は逸見政孝、永島信道、野間脩平、福井謙二、陣内誠、増田明男、近藤雄介、野崎昌一、山中秀樹、向坂樹興、牧原俊幸、吉沢孝明、三宅正治、軽部真一、笠井信輔、青嶋達也、境鶴丸、智田裕一などが不定期で担当していた。
- 1993年4月から土曜朝・日曜朝・日曜昼を担当した阿部知代はフジテレビの女性アナウンサーとしては初の単独での報道番組出演。
- 1975年5月2日（金曜日）の12:30放送分は、小川宏が（一部を除き）フジテレビの全番組に出演する企画『5・2小川宏のテレビアタック24時間!!』の一環として、小川がキャスターを担当、そしてニューススタジオも、直前に放送されていた『爆笑ゴールデンショー』のステージ（ヤクルトホール）に設置した。後述の通り、地方紙が協賛したり、サンケイ新聞を発行していない地域を主としたタイトル差し替え地域に配慮して、全国20局ネット・『FNNテレニュース』のタイトルを出していた。当時未開局の岩手めんこいテレビ・さくらんぼテレビ・テレビ新広島・高知さんさんテレビ、当時のFNS加盟でTBS系列番組を放送していた福島テレビ・テレビ山口、テレビ朝日系列番組（『アフタヌーンショー』）を放送していた新潟総合テレビ・岡山放送・テレビ大分、日本テレビ系番組（『お昼のワイドショー』）を放送していた広島テレビ・テレビ長崎では放送されなかった。なお、山形県では当時のFNS加盟局であった山形テレビ（現在はテレビ朝日系列）で放送されていた。
- 2011年5月8日の放送では、朝枠は通常通り小穴が担当したものの、昼枠は福井慶仁が務めた（なお、6月19日放送分ではこれの逆のパターンがみられた）。

## ネット局

### 系列局・CSでの放送状況（終了時）
- ○印…ローカル枠は行使せず、フジテレビからの内容をそのまま放送。
- ■印…ローカル枠を行使
- ×印…ローカル枠を行使するも、ニュース・天気予報は未放送。（CMを放送する局を含む）
- ★印…フジテレビ送出でオープニング・エンディング映像とテーマ音楽を使っていた局

| 放送局名                  | 朝 番組名                                                                                   | 朝 番組名                                                                                   | 昼 番組名                              | 関係する新聞                         | 備考 |
| 放送局名                  | ローカル枠・ニュース                                                                        | ローカル枠・天気                                                                            | ローカル枠・昼                         | 関係する新聞                         | 備考 |
| ------------------------- | ------------------------------------------------------------------------------------------- | ------------------------------------------------------------------------------------------- | -------------------------------------- | ------------------------------------ | --- |
| フジテレビ（CX）          | ★産経テレニュースFNN                                                                        | ★産経テレニュースFNN                                                                        | ★産経テレニュースFNN                   | 産経新聞                             | - 基幹・制作局 |
| フジテレビ（CX）          |                                                                                             |                                                                                             |                                        | 産経新聞                             | - 基幹・制作局 |
| 北海道文化放送（UHB）     | uhb NEWS FNN                                                                                | uhb NEWS FNN                                                                                | uhb NEWS FNN                           | 北海道新聞                           | |
| 北海道文化放送（UHB）     | ■                                                                                           | ■                                                                                           | ■                                      | 北海道新聞                           | |
| 岩手めんこいテレビ（mit） | ★FNN mitニュース                                                                            | ★FNN mitニュース                                                                            | ★FNN mitニュース                       | 産経新聞・ 岩手日報                  | |
| 岩手めんこいテレビ（mit） | ○                                                                                           | ○                                                                                           | ■                                      | 産経新聞・ 岩手日報                  | |
| 仙台放送（OX）            | FNN仙台放送NEWS                                                                             | FNN仙台放送NEWS                                                                             | FNN仙台放送NEWS                        | 産経新聞                             | |
| 仙台放送（OX）            | ○                                                                                           | ○                                                                                           | ■                                      | 産経新聞                             | |
| 秋田テレビ（AKT）         | ★FNN AKTニュース                                                                            | ★FNN AKTニュース                                                                            | ★FNN AKTニュース                       | 秋田魁新報・読売新聞                 | |
| 秋田テレビ（AKT）         | ○                                                                                           | ○                                                                                           | ■                                      | 秋田魁新報・読売新聞                 | |
| さくらんぼテレビ（SAY）   | FNNさくらんぼテレビニュース                                                                 | FNNさくらんぼテレビニュース                                                                 | FNNさくらんぼテレビニュース            | 産経新聞                             | |
| さくらんぼテレビ（SAY）   | ○                                                                                           | ○                                                                                           | ○                                      | 産経新聞                             | |
| 福島テレビ（FTV）         | ★FNNニュース                                                                                | ★FNNニュース                                                                                | ★FNN FTVニュース                       | 産経新聞・ 福島民報                  | |
| 福島テレビ（FTV）         | ○                                                                                           | ○                                                                                           | ■                                      | 産経新聞・ 福島民報                  | |
| 新潟総合テレビ（NST）     | ★産経テレニュースFNN                                                                        | ★産経テレニュースFNN                                                                        | ★産経テレニュースFNN                   | 産経新聞                             | |
| 新潟総合テレビ（NST）     | ○                                                                                           | ○                                                                                           | ■                                      | 産経新聞                             | |
| 長野放送（NBS）           | ★産経テレニュースFNN                                                                        | ★産経テレニュースFNN                                                                        | NBSニュース                            | 産経新聞・ 中日新聞・ 信濃毎日新聞   | - 土曜日に放送していた時は朝は｢中日新聞ニュース｣に改題し昼はNBSニュースに改題していた。平日午後はNBSニュース(ローカル)を月曜日～水曜日に放送し木曜は中日新聞ニュース(ローカル)、金曜は産経テレニュースとして放送していた。                                                                                    |
| 長野放送（NBS）           | ○                                                                                           | ○                                                                                           | ■                                      | 産経新聞・ 中日新聞・ 信濃毎日新聞   | - 土曜日に放送していた時は朝は｢中日新聞ニュース｣に改題し昼はNBSニュースに改題していた。平日午後はNBSニュース(ローカル)を月曜日～水曜日に放送し木曜は中日新聞ニュース(ローカル)、金曜は産経テレニュースとして放送していた。                                                                                    |
| テレビ静岡（SUT）         | FNN中日新聞ニュース （1月 - 3月・7月 - 9月） FNN産経新聞ニュース （4月 - 6月・10月 - 12月） | FNN中日新聞ニュース （1月 - 3月・7月 - 9月） FNN産経新聞ニュース （4月 - 6月・10月 - 12月） | FNNテレビ静岡ニュース                  | 産経新聞・ 中日新聞                  | - 朝：産経と中日が同数出資しているため、四半期ごとにタイトル変更。 - 「ニュースレポート11:30」開始まで、月〜土の昼枠で『FNNサンケイ新聞ニュース』と『FNN中日ニュース』を隔日で交互に放送し、朝枠は『FNNテレビ静岡ニュース』として放送していた。                                                               |
| テレビ静岡（SUT）         | ○                                                                                           | ○                                                                                           | ■                                      | 産経新聞・ 中日新聞                  | - 朝：産経と中日が同数出資しているため、四半期ごとにタイトル変更。 - 「ニュースレポート11:30」開始まで、月〜土の昼枠で『FNNサンケイ新聞ニュース』と『FNN中日ニュース』を隔日で交互に放送し、朝枠は『FNNテレビ静岡ニュース』として放送していた。                                                               |
| 富山テレビ（T34→BBT）     | BBT NEWS                                                                                    | BBT NEWS                                                                                    | BBT NEWS                               | 北陸中日新聞・ 朝日新聞              | - 1993年末までは『富山テレビニュース』として放送。 - 朝のみ6:10までの放送。 |
| 富山テレビ（T34→BBT）     | ×                                                                                           | ×                                                                                           | ■                                      | 北陸中日新聞・ 朝日新聞              | - 1993年末までは『富山テレビニュース』として放送。 - 朝のみ6:10までの放送。 |
| 石川テレビ（ITC）         | ★FNN石川テレビ朝刊                                                                          | ★FNN石川テレビ朝刊                                                                          | FNN石川テレニュース                    | 北陸中日新聞                         | |
| 石川テレビ（ITC）         | ○                                                                                           | ○                                                                                           | ■                                      | 北陸中日新聞                         | |
| 福井テレビ（FTB）         | ★FNN福井テレビニュース                                                                      | ★FNN福井テレビニュース                                                                      | ★FNN福井テレビニュース                 | 中日新聞（日刊県民福井）・ 福井新聞  | - 1990年3月まで土日朝のニュースは放送されなかった。 - 昼枠は協力・中日新聞の文字が表示されていた。 |
| 福井テレビ（FTB）         | ○                                                                                           | ○                                                                                           | ■                                      | 中日新聞（日刊県民福井）・ 福井新聞  | - 1990年3月まで土日朝のニュースは放送されなかった。 - 昼枠は協力・中日新聞の文字が表示されていた。 |
| 東海テレビ（THK）         | FNN東海テレニュース                                                                         | FNN東海テレニュース                                                                         | FNN東海テレニュース                    | 中日新聞                             | |
| 東海テレビ（THK）         | ■                                                                                           | ○                                                                                           | ■                                      | 中日新聞                             | |
| 関西テレビ（KTV）         | カンテレNEWS                                                                                | カンテレNEWS                                                                                | カンテレNEWS                           | 産経新聞                             | - 2015年4月までは「KTVニュース」。ただし、1980年代（1988年まで）には14:55 - 15:00枠で映像・音楽は『KTVニュースフラッシュFNN』と共通の独自のタイトル映像と音楽を使用しつつ、フジと同じ『サンケイテレニュースFNN』のタイトルを使用していたこともある（1988年途中から『FNNニュースフラッシュ産経新聞』に改題）。 |
| 関西テレビ（KTV）         | ■                                                                                           | ■                                                                                           | ■                                      | 産経新聞                             | - 2015年4月までは「KTVニュース」。ただし、1980年代（1988年まで）には14:55 - 15:00枠で映像・音楽は『KTVニュースフラッシュFNN』と共通の独自のタイトル映像と音楽を使用しつつ、フジと同じ『サンケイテレニュースFNN』のタイトルを使用していたこともある（1988年途中から『FNNニュースフラッシュ産経新聞』に改題）。 |
| 山陰中央テレビ（TSK）     | ★TSKテレビ朝刊                                                                              | ★TSKテレビ朝刊                                                                              | ★TSKニュース FNN                       | 山陰中央新報・ 産経新聞              | |
| 山陰中央テレビ（TSK）     | ○                                                                                           | ○                                                                                           | ■                                      | 山陰中央新報・ 産経新聞              | |
| 岡山放送（OHK）           | OHKサンデーフラッシュ FNN                                                                   | OHKサンデーフラッシュ FNN                                                                   | OHK サンデースピーク FNN               | 産経新聞                             | |
| 岡山放送（OHK）           | ■                                                                                           | ○                                                                                           | ■                                      | 産経新聞                             | |
| テレビ新広島（TSS）       | ★tss産経テレニュースFNN                                                                     | ★tss産経テレニュースFNN                                                                     | ★tss産経テレニュースFNN                | 産経新聞・ 中國新聞・ 日本経済新聞   | - 朝は6:10までの放送。朝は『tssテレビ朝刊』→『tss産経テレニュースFNN』→題名から「tss」が外れる→2010年7月、再び題名に「tss」が付く。 |
| テレビ新広島（TSS）       | ×                                                                                           | ×                                                                                           | ■                                      | 産経新聞・ 中國新聞・ 日本経済新聞   | - 朝は6:10までの放送。朝は『tssテレビ朝刊』→『tss産経テレニュースFNN』→題名から「tss」が外れる→2010年7月、再び題名に「tss」が付く。 |
| テレビ愛媛（EBC）         | EBCニュース                                                                                 | EBCニュース                                                                                 | EBCニュース                            | 産経新聞・ 読売新聞                  | |
| テレビ愛媛（EBC）         | ○                                                                                           | ○                                                                                           | ■                                      | 産経新聞・ 読売新聞                  | |
| 高知さんさんテレビ（KSS） | ★KSS SUNSUNニュース FNN                                                                     | ★KSS SUNSUNニュース FNN                                                                     | ★KSS SUNSUNニュース FNN                | 産経新聞・ 高知新聞                  | |
| 高知さんさんテレビ（KSS） | ○                                                                                           | ○                                                                                           | ■                                      | 産経新聞・ 高知新聞                  | |
| テレビ西日本（TNC）       | TNC NEWS テレビ西日本                                                                       | TNC NEWS テレビ西日本                                                                       | 西日本新聞ニュース                     | 西日本新聞                           | - 朝のみ6:10までの放送。 |
| テレビ西日本（TNC）       | ×                                                                                           | ×                                                                                           | ■                                      | 西日本新聞                           | - 朝のみ6:10までの放送。 |
| サガテレビ（sts）         | ★FNN SAGATVニュース                                                                         | ★FNN SAGATVニュース                                                                         | ★FNN SAGATVニュース                    | 西日本新聞・ 佐賀新聞                | - 2015年1月の新CI導入に伴い、『FNN stsニュース』から『FNN SAGA TV ニュース』に改題した。 |
| サガテレビ（sts）         | ○                                                                                           | ○                                                                                           | ■                                      | 西日本新聞・ 佐賀新聞                | - 2015年1月の新CI導入に伴い、『FNN stsニュース』から『FNN SAGA TV ニュース』に改題した。 |
| テレビ長崎（KTN）         | ★KTNテレニュース                                                                            | ★KTNテレニュース                                                                            | ★KTNテレニュース                       | 読売新聞・ 西日本新聞                | |
| テレビ長崎（KTN）         | ○                                                                                           | ○                                                                                           | ■                                      | 読売新聞・ 西日本新聞                | |
| テレビ熊本（TKU）         | TKU NEWS                                                                                    | TKU NEWS                                                                                    | TKU NEWS                               | 西日本新聞                           | |
| テレビ熊本（TKU）         | ○                                                                                           | ○                                                                                           | ■                                      | 西日本新聞                           | |
| テレビ大分（TOS）         | 日本テレビ(NNN)の『NNNニュースサンデー』を放送                                              | 日本テレビ(NNN)の『NNNニュースサンデー』を放送                                              | ★TOSテレニュース FNN                   | 読売新聞・ 西日本新聞・ 大分合同新聞 | - 大分朝日放送開局以前は昼ではなく朝の方を『FNNテレビ朝刊』としてネットしていた（当時、昼はテレビ朝日の『ANNニュースライナー』を放送していた）。 |
| テレビ大分（TOS）         | 日本テレビ(NNN)の『NNNニュースサンデー』を放送                                              | 日本テレビ(NNN)の『NNNニュースサンデー』を放送                                              | ■                                      | 読売新聞・ 西日本新聞・ 大分合同新聞 | - 大分朝日放送開局以前は昼ではなく朝の方を『FNNテレビ朝刊』としてネットしていた（当時、昼はテレビ朝日の『ANNニュースライナー』を放送していた）。 |
| テレビ宮崎（UMK）         | ★UMKニュース                                                                                | ★UMKニュース                                                                                | テレビ朝日(ANN)の『ANNニュース』を放送 | 西日本新聞・ 宮崎日日新聞            | - 朝:2002年10月6日からネット開始。 |
| テレビ宮崎（UMK）         | ○                                                                                           | ○                                                                                           | テレビ朝日(ANN)の『ANNニュース』を放送 | 西日本新聞・ 宮崎日日新聞            | - 朝:2002年10月6日からネット開始。 |
| 鹿児島テレビ（KTS）       | KTSニュース FNN                                                                             | KTSニュース FNN                                                                             | KTSニュース FNN                        | 西日本新聞・ 南日本新聞              | |
| 鹿児島テレビ（KTS）       | ○                                                                                           | ○                                                                                           | ■                                      | 西日本新聞・ 南日本新聞              | |
| 沖縄テレビ（OTV）         | FNNニュースクリック                                                                         | FNNニュースクリック                                                                         | FNNスピーク                            | 琉球新報                             | |
| 沖縄テレビ（OTV）         | ○                                                                                           | ○                                                                                           | ■                                      | 琉球新報                             | |
| フジテレビTWO（CS放送）   | 放送なし                                                                                    | 放送なし                                                                                    | ★産経テレニュースFNN                   |                                      | |

### 過去のネット状況
FNNフルネット局になる前のクロスネットだった系列局や過去の系列局のネット状況を記述。系列は現在の系列になる前の系列。
| 放送対象地域 | 放送局                | 放送当時の系列       | 備考（特記以外は昼） |
| ------------ | --------------------- | -------------------- | --- |
| 青森県       | 青森放送（RAB）       | NNN/ANN              | 1989年12月まで午後のみ放送 現在はNNN単独加盟 |
| 宮城県       | 仙台放送（OX）        | NNN/FNN              | 昼は1970年10月から 1970年9月30日までの昼は日本テレビの『日本テレニュース』→『NNNワイドニュース』をネットのため未ネット |
| 秋田県       | 秋田テレビ（AKT）     | FNN →FNN/ANN         | 朝に関しては1981年4月1日 - 1987年3月は『ANNニュースセブン』もネット |
| 山形県       | 山形テレビ（YTS）     | FNN →FNN/ANN →FNN    | 1993年3月31日まで 現在はANN系列 |
| 福島県       | 福島中央テレビ（FCT） | FNN/ANN              | 1971年9月30日まで NETテレビ『ANNニュース』をネットのため 現在はNNN単独系列 |
| 福島県       | 福島テレビ（FTV）     | JNN                  | 1971年10月1日から1983年3月31日までは、平日午後の『FNN奥さまニュース』→『サンケイテレニュース』のみネット（後述） |
| 新潟県       | 新潟総合テレビ（NST） | NNN/FNN/ANN →FNN/ANN | 昼は1983年9月まで日本教育テレビ→全国朝日放送の 『NETニュース』→『ANNニュース』→『ANNニュースライナー』をネットのため（それ以前は不明）。 朝は 1981年4月から1983年9月までは全国朝日放送の『ANNニュースセブン』をネットのためそれぞれ未ネット（それ以前は他系列も含めた朝のニュース自体が放送なし）                    |
| 岡山県       | 岡山放送（OHK）       | FNN/ANN              | 昼は1979年4月の岡山・香川相互乗り入れから 1969年4月 - 1969年10月および1970年4月 - 1979年3月まで昼は日本教育テレビ→全国朝日放送の『NETニュース』→『ANNニュース』→『ANNニュースライナー』をネットのため（それ以前は不明）                                                                                              |
| 広島県       | 広島テレビ（HTV）     | NNN/FNN              | 1975年9月まで 昼は日本テレビの『日本テレニュース』→『NNNワイドニュース』をネットのため未ネット 現在はNNN単独系列 |
| 山口県       | テレビ山口（TYS）     | JNN                  | 平日午後の『FNN奥さまニュース』→『サンケイテレニュース』のみネット（後述） |
| 長崎県       | テレビ長崎（KTN）     | NNN/FNN              | 朝は1974年4月 - 1990年9月まで日本テレビの『NNN朝のニュース』をネットのため、 昼は1990年9月まで日本テレビの『NNNワイドニュース』→『NNN昼のニュース』をネットのためそれぞれ未ネット |
| 熊本県       | テレビくまもと（TKU） | FNN/ANN              | 1983年9月までの昼は日本教育テレビ→全国朝日放送の『NETニュース』→『ANNニュース』→『ANNニュースライナー』をネットのため未ネット |
| 大分県       | テレビ大分（TOS）     | NNN/FNN/ANN          | 朝は日本テレビの『NNN朝のニュース』→ 『NNNニュースサタデー』・『NNNニュースサンデー』をネットのため（それ以前は他系列も含めた朝のニュース自体が放送なし） 昼は開局 - 1993年9月は日本教育テレビ→全国朝日放送の『ANNニュース』→『ANNニュースライナー』→『ANNニュース』をネットのため（それ以前は不明）それぞれ非ネット |
| 宮崎県       | テレビ宮崎（UMK）     | NNN/FNN/ANN          | 朝は2002年9月まで他系列も含めた日曜朝のニュース自体が放送なし 昼は開局当時から日本教育テレビ→全国朝日放送の 『ANNニュース』→『ANNニュースライナー』→『ANNニュース』をネットのため非ネット |
| 鹿児島県     | 鹿児島テレビ（KTS）   | NNN/FNN/ANN →NNN/FNN | 朝は1994年3月まで日本テレビの『NNN朝のニュース』をネットのため 昼は1985年4月 - 1994年3月は日本テレビの 『NNN昼のニュース』をネットのため。 |

備考
- 北海道では、北海道文化放送以前のネット局である札幌テレビ放送ではFNSのみ加盟の関係で未放送。
- 福島県と山口県では、テレビ山口が1970年4月開局から、福島テレビが1971年10月1日のネットチェンジ後も、JNN協定によりFNNに加盟できず、FNSのみの加盟だったため、昼はTBSテレビの『JNNニュース』、朝もJNN番組を編成していた。ただし、福島テレビでは平日午後枠のみ前番組『FNN奥さまニュース』同様産経新聞社からの配給番組に準じた扱いで『サンケイテレニュースFNN』のタイトルでネットしていた。なお、テレビ山口は1987年9月にFNSを脱退した。